# Niederdeutsche Bühne Kiel

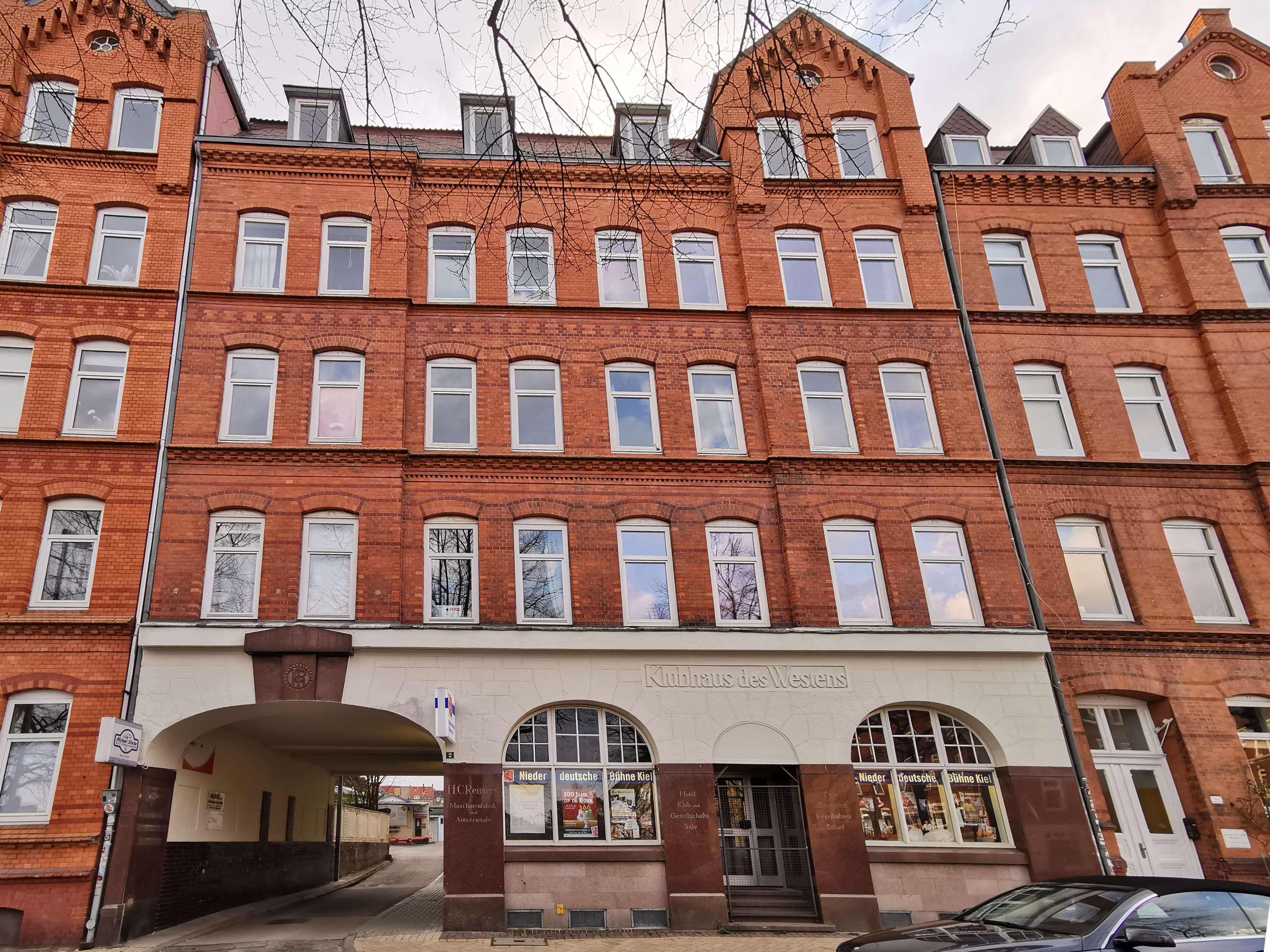
Theater am Wilhelmplatz

Die Niederdeutsche Bühne Kiel e. V. (NBK) ist ein Theater in Kiel. Sie wurde 1921 von Otto Mensing gegründet und ist Mitglied im Niederdeutschen Bühnenbund. In jeder Spielzeit werden sechs oder sieben Bühnenstücke in niederdeutscher Sprache sowie ein Weihnachtsmärchen in hochdeutscher Sprache aufgeführt. Auf dem Spielplan stehen sowohl klassische Dramen und Komödien als auch Boulevardkomödien, zeitgenössische Schauspiele, Musicals und Lesungen. Der Jugendclub der NBK bringt regelmäßig ein eigenes Stück in niederdeutscher Sprache auf die Bühne. Spielstätte ist das Theater am Wilhelmplatz.

## Chronik

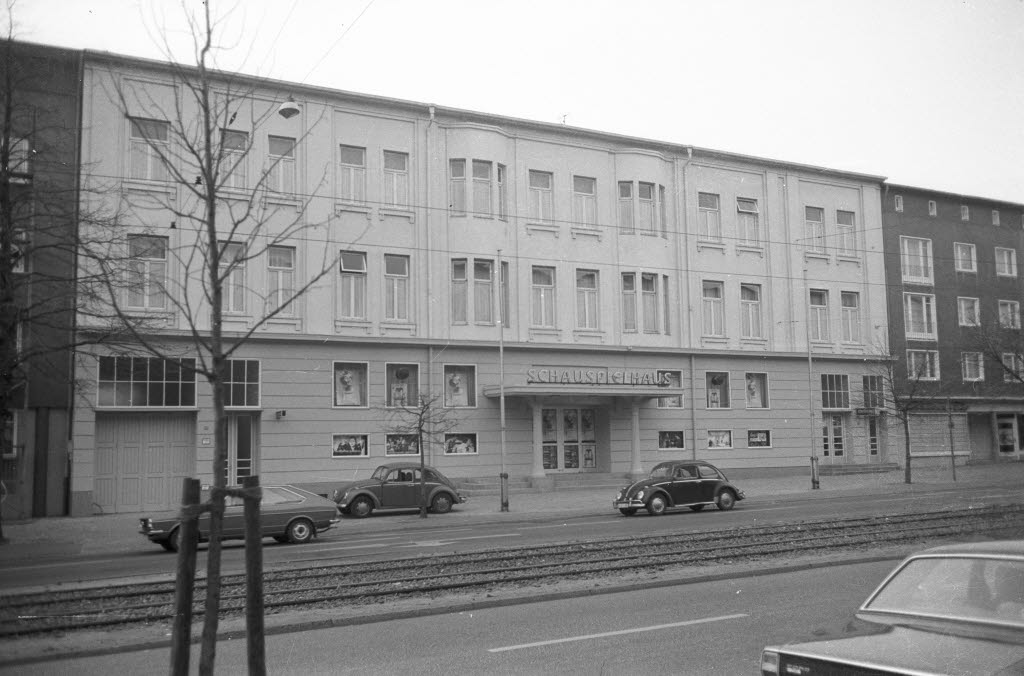
Schauspielhaus (1975)

Am 10. April 1921 fand die Eröffnungsvorstellung im Kieler Schauspielhaus mit den Einaktern Doggerbank und Cilli Cohrs von Gorch Fock und Dat Schattenspeel von Hermann Boßdorf statt. Zum 10-jährigen Bühnenjubiläum waren bereits 72 Stücke (davon manche als Uraufführung) gespielt worden. Am 13. Januar 1937 wurde zum ersten und einzigen Mal die Niederdeutsche Volksoper De Uglei von Paul Wittmaack uraufgeführt. Der Spielbetrieb kann bis zum Ende der Spielzeit 1943/44 aufrechterhalten werden. Im folgenden Jahr blieben alle Theater in Kiel geschlossen. Im August 1945 erhielt der Bühnenleiter Karl Wedemeyer die Genehmigung – als erstes Theater im norddeutschen Raum überhaupt – öffentliche Theatervorstellungen im „Theater am Wilhelmplatz“ durchzuführen. Am 23. August 1945 wurde die Spielzeit 1945/46 mit dem Stück Dumen op’n Büdel eröffnet. Die Kieler Niederdeutsche Bühne nahm als selbständiges Unternehmen mit festverpflichteten Darstellern den Spielbetrieb auf. Nach vier Jahren, am 21. Mai 1949, musste die NBK wegen ständigen Besucherrückgangs Konkurs anmelden. Noch im gleichen Jahr wurde auf Initiative von Gerhard Cordes die Niederdeutsche Bühne als Verein neu gegründet.
Gespielt wurde noch zehn Jahre am Wilhelmplatz, ab 1959 im Schauspielhaus. Der im Oktober 1977 geschlossene Vertrag, der das Verhältnis zwischen der Bühne und den Bühnen der Landeshauptstadt Kiel regelte, wurde mit Ablauf der Spielzeit 1994/95 gekündigt. Die Niederdeutsche Bühne Kiel verlor ihren Spielort.
Im August 1995 wurde das Theater am Wilhelmplatz angemietet und in Eigenarbeit mit den Umbaumaßnahmen begonnen. Am 18. Oktober 1995 wurde ein Kooperationsvertrag zwischen der Stadt Kiel und der Niederdeutschen Bühne geschlossen. Die Bühne wurde damit in Eigenverantwortung gestellt. Zum 75. Jubiläum im April 1996 spielte die Niederdeutsche Bühne Kiel Katharina Knie von Carl Zuckmayer, niederdeutsch von Heinz Busch. Heinz Busch feierte in der Rolle des Karl Knie sein 50-jähriges Bühnenjubiläum. In den folgenden Jahren wurden erforderliche Nachbesserungsarbeiten sowie die Erweiterung der Räumlichkeiten durchgeführt. Die Zuschauerzahlen konnten kontinuierlich gesteigert werden.
Am 26. April 2001 feierte die NBK offiziell ihr 80-jähriges Bühnenjubiläum mit der Premiere des Schauspiels Johannisfüer von Hermann Sudermann in der Inszenierung von Jutta Kessal.

## Spielstätten und Bühnenleiter
| Spielzeit | bis     | Spielstätte             | Bühnenleiter      |
| --------- | ------- | ----------------------- | ----------------- |
| 1921/22   | 1933/34 | Schauspielhaus          | Otto Mensing      |
| 1934/35   |         | Schauspielhaus          | Ivo Braak         |
| 1935/36   |         | Schauspielhaus          | Heinz Burmeister  |
| 1936/37   | 1937/38 | Schauspielhaus          | Walter Gundegart  |
| 1938/39   | 1939/40 | Schauspielhaus          | Otto Holm         |
| 1940/41   | 1943/44 | Schauspielhaus          | Karl Wedemeyer    |
| 1945/46   | 1948/49 | Theater am Wilhelmplatz | Karl Wedemeyer    |
| 1949/50   |         | Theater am Wilhelmplatz | G. Cordes         |
| 1950/51   |         | Theater am Wilhelmplatz | Karl Otto         |
| 1951/52   | 1956/57 | Theater am Wilhelmplatz | Carl Dumann-Rehna |
| 1957/58   |         | Theater am Wilhelmplatz | Hans Siegle       |
| 1958/59   | 1959/60 | Schauspielhaus          | Arthur Intert     |
| 1960/61   | 1962/63 | Schauspielhaus          | John Karstaedt    |
| 1963/64   | 1966/67 | Schauspielhaus          | Hans Hart         |
| 1967/68   | 1987/88 | Schauspielhaus          | Heinz Busch       |
| 1988/89   | 1994/95 | Schauspielhaus          | Jörg Warnholz     |
| 1995/96   | 1997/98 | Theater am Wilhelmplatz | Peter Schreiber   |
| 1998/99   | 2005/06 | Theater am Wilhelmplatz | Jutta Kessal      |
| 2006/07   | lfd.    | Theater am Wilhelmplatz | Karen Dietmair    |

## Schauspieler des Ensembles
- Hermann Bruhn (* 1928), Brauereikaufmann und Schauspieler; lebt in Kronshagen